# Alatriste

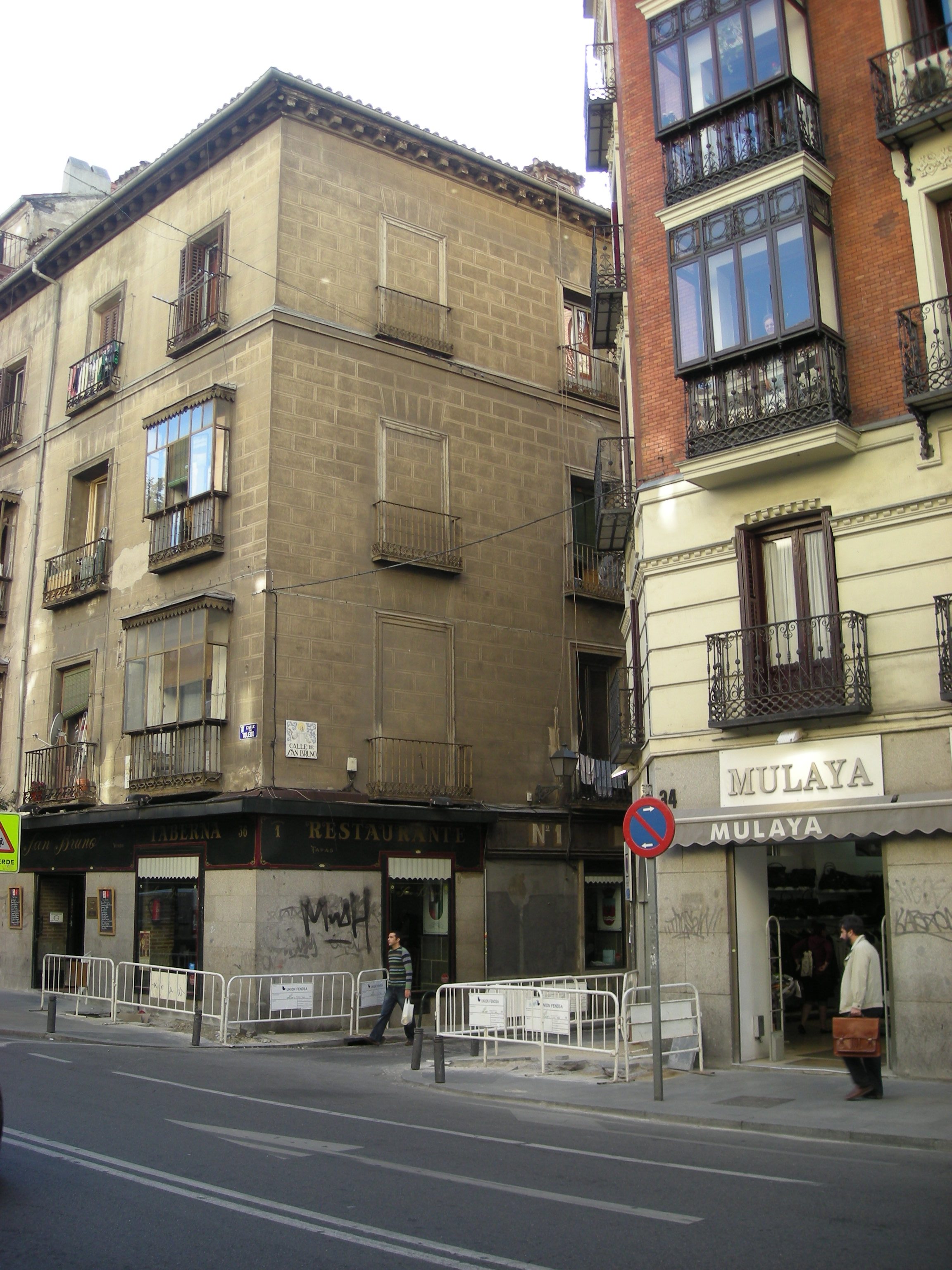
Lugar donde se encuentra la Taberna del Turco, donde se desarrolla parte de la película.

Alatriste es una película de 2006 dirigida por Agustín Díaz Yanes, protagonizada por Viggo Mortensen y basada en el personaje protagonista de Las aventuras del capitán Alatriste de Arturo Pérez-Reverte.
Con un presupuesto de 24 millones de euros es la segunda película más cara de la historia del cine español, sólo superada por Ágora hasta la fecha, pero la primera de las rodadas en español. Distribuida por 20th Century Fox, la película tuvo mucho éxito en Asia —donde es conocida como La película de España— y ocupa el puesto 19 de las películas españolas con mayor recaudación en dicho continente.
Su rodaje comenzó el 7 de marzo de 2005 y finalizó el 17 de junio del mismo año. Se estrenó el uno de septiembre de 2006.
El 15 de septiembre de 2006, la Academia de las Artes y las Ciencias Cinematográficas de España la eligió, junto a otras dos películas, como candidata para competir en el puesto de representante española en los Óscar. Finalmente, este puesto lo ocupó Volver de Pedro Almodóvar, que no llegó a estar entre las cinco nominadas finales.
Fue la segunda película más vendida en DVD Go en 2007, ocupó entre el 12 de febrero y 18 de febrero la primera posición en ventas tanto en El Corte Inglés como en DVD Go su edición limitada, ocupando el DVD normal la segunda posición en El Corte Inglés en la misma fecha.

## Argumento
Siglo XVII. El soldado Diego Alatriste y Tenorio lucha al servicio del rey Felipe IV de España en la Guerra de los Treinta Años. Allí fallece su amigo Lope Balboa, quien le pide el favor de que cuide de su hijo, Íñigo Balboa, y lo aleje de la vida de soldado. 
De vuelta en Madrid, recibe el encargo, junto al sicario siciliano Gualterio Malatesta, de asesinar a dos viajeros extranjeros. No imaginan que se trata del príncipe de Gales, futuro rey Carlos I de Inglaterra, y el duque de Buckingham, George Villiers. El encargo lo hacen fray Emilio Bocanegra y Luis de Alquézar. En el último momento, Alatriste evita el asesinato y se granjea la enemistad de Malatesta el menor, Alquézar y Bocanegra. Este último es tío de Angélica, una niña noble de quien Íñigo está perdidamente enamorado.  
Alatriste, acompañado por Íñigo y otros soldados con los que malvive en Madrid, vuelve a los Países Bajos en 1625 para el último movimiento de los tercios españoles: la caída de Breda, donde Iñigo es testigo de la entrega de la llave de la ciudad al general Spinola por el gobernador Justino de Nassau.
De regreso a España, Íñigo intenta fugarse con Angélica a Nápoles. Sin embargo, ella desiste y decide dar marcha atrás cuando le ofrece al Guipuzcoano un puesto de alférez de la guardia real y él lo rechaza. Alatriste por su lado mantiene un romance con la actriz María de Castro, a la que Felipe IV toma como amante. Este asunto le cuesta la amistad del Conde de Guadalmedina, íntimo del rey y amigo y protector de Alatriste, con quien llega a cruzar la espada. Finalmente, la amante del capitán enferma de sífilis. Problemas tan amplios como el duelo con su amigo Martín Saldaña o el castigo de Íñigo a galeras forman parte del final de la película.
La película termina en la Batalla de Rocroi (mayo de 1643), que correspondería al último libro, aún inédito, de la saga de Las aventuras del capitán Alatriste. Es en esta batalla donde suena "La Madrugá" como marcha agónica del ejército y donde el ya viejo capitán Diego Alatriste muere e Iñigo, para la defensa final asume como alférez.
La trama de la película hace un breve recorrido por partes de algunos de los cinco libros publicados hasta el estreno (no hay mención alguna a "Limpieza de sangre", el segundo libro), manteniendo como hilo argumental de la misma a los personajes principales. Incluye fragmentos de algunos próximos libros de la saga, porque si el final de la película coincide con el deseo del autor, debería terminar en Rocroi, lo que dará aún para tres libros más.

## Reparto

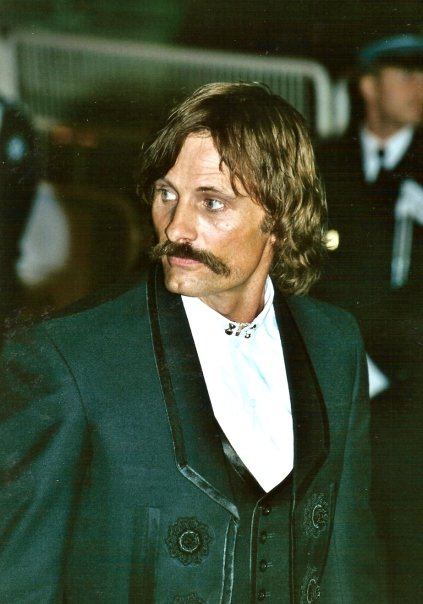
Viggo Mortensen fue nominado al mejor actor en los Premios Goya del 2006 por su papel en la película.

- Viggo Mortensen como el capitán Diego Alatriste.
- Javier Cámara como el Conde-Duque de Olivares.
- Eduardo Noriega como el Conde de Guadalmedina.
- Juan Echanove como Francisco de Quevedo.
- Unax Ugalde como Íñigo de Balboa, escudero  de Alatriste.
- Elena Anaya como Angélica de Alquézar, menina de la reina.
  - Nadia de Santiago como Angélica de Alquézar, a la edad de 14 años.
- Ariadna Gil como María de Castro, actriz de teatro.
- Francesc Garrido como el alguacil Martín Saldaña (sustituye a Antonio Resines tras sufrir este un accidente que le impidió participar).
- Eduard Fernández como Sebastián Copons, amigo del capitán.
- Blanca Portillo como el inquisidor Fray Emilio Bocanegra. El director tenía claro desde un principio que este papel sería interpretado por una mujer.
- Paco Tous como el general Francisco de Melo (según web oficial) o el maestre de campo Paul-Bernard de Fontaine (según créditos)
- Jesús Castejón como Luis de Alquézar.
- Enrico Lo Verso como Gualterio Malatesta, espadachín italiano.
- Antonio Dechent como Curro Garrote, compañero de Alatriste.
- Pilar López de Ayala como la mujer de Malatesta.
- Álex O'Dogherty como Lope Balboa.
  - Nacho Pérez de la Paz como Lope de Balboa de joven.
- Simon Cohen como Felipe IV de España.
- Javier Mejía como Príncipe de Gales.

## Relación con la literatura

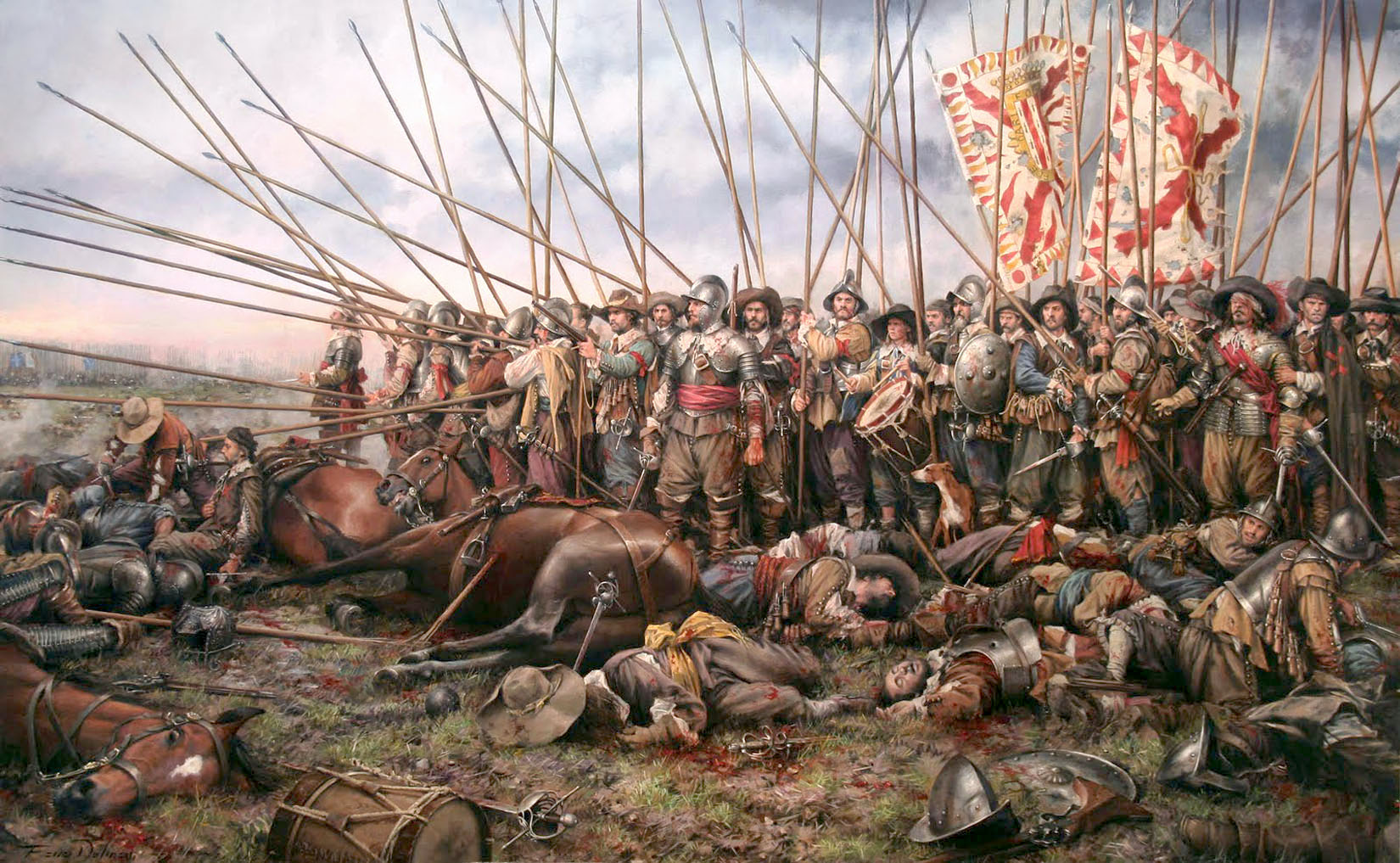
Rocroi, el último tercio, por Augusto Ferrer-Dalmau (2011). El lienzo representa a veteranos supervivientes de los tercios españoles en Rocroi formando el último cuadro de infantería, hacia las diez de la mañana del 19 de mayo de 1643. El final de la película se sitúa en esta última acción y el personaje del extremo derecho del cuadro es el actor Viggo Mortensen caracterizado como Alatriste.

Afirma la profesora Mayra Ortiz Rodríguez en la revista Letraceluloide que, si bien la película representa un atractivo para los seguidores de la saga, resulta por momentos abrumadora la ambición de condensar en poco más de dos horas los hasta entonces cinco volúmenes narrativos. Y aún más, son referidas las aventuras de las novelas El capitán Alatriste, Limpieza de sangre, El sol de Breda, El oro del rey y El caballero del jubón amarillo, y también se le da un desenlace al protagonista, anticipando una novela posterior aún no editada. Para espectadores poco avisados, esta condensación puede resultar una veloz sucesión de hechos con escasa profundización en cada uno.
Sin embargo, es destacable que la secuencia esté definida por un ensamblaje de piezas con cadencias particulares, que constituyen cuadros barrocos admirables de modo autónomo, y signados por la integración de las artes. Los redoblantes, las gaitas o las guitarras flamencas –de acuerdo a la intensidad de cada escena- acompañan la acción, signada por el patetismo de las actuaciones que hacen a los personajes parte carnal del Viejo Mundo del XVII. Y esto no es todo; las obras pictóricas de Velázquez marcan la progresión temporal. El aguador de Sevilla aparece recién adquirido y más tarde luciendo en Palacio, y la escena de lucha que acaba con la rendición de Breda empalma con el cuadro homónimo, y luego con su crítica por parte del personaje de Íñigo.
De más está mencionar el ámbito propio de la literatura: Francisco de Quevedo denuesta la producción de Góngora en el mentidero y destaca la escritura cervantina. Y aunque en la selección para el film ciertos aspectos importantes son dejados de lado (como la aparición de Lope de Vega y sus disquisiciones acerca del teatro) siempre se halla su riqueza en algún plano de la escena (al llegar Alatriste a Palacio su amada está representando El perro del hortelano, claro está, de Lope). La condensación, en definitiva, no implica pérdida argumental, sino optimización de nuevos recursos. Es que en cada uno de los tomos de Pérez-Reverte se respira la intensidad de la España áurea. Y Alatriste, aunque con otros tiempos pero también con las posibilidades de otro género, nos permite renovar esa bocanada, hacernos parte del Siglo de Oro y llegar a sentirlo en la piel.

## Libros
Es una colección de literatura para todos los públicos, de género de novela creada por el escritor y reportero Arturo Pérez-Reverte junto a su hija Carlota Pérez-Reverte y a partir de la segunda entrega (limpieza de sangre) continuada en solitario por Arturo Pérez-Reverte.
En la actualidad son siete las novelas escritas por este autor y tienen como escena principal la España del siglo XVII, alrededor de un soldado veterano de los tercios de Flandes, ambientada en Madrid y en diversas localizaciones como Flandes, Venecia, Sevilla, el mar mediterráneo  entre otras. El personaje narra la vida de un soldado español en sus diversas aventuras mayormente como espadachín a servicio de terceros, como por ejemplo el rey Felipe IV, fray Bocanegra, o su amigo íntimo Francisco de Quevedo. En todo momento la historia la narra Iñigo de Balboa, hijo adoptivo y amigo del capitán nacido en Oñate.
La primera entrega fue "El capitán Alatriste" lanzada en 1996, y acaba la serie de libros "El puente de los asesinos" en 2011.

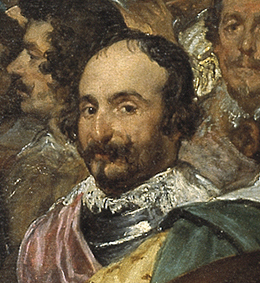
foto de la supuesta aparición del capitán alatriste

Los libros que componen las aventuras de este capitán son:
1. El capitán Alatriste (1996)
2. Limpieza de sangre (1997)
3. El sol de Breda (1998)
4. El oro del rey (2000)
5. El caballero del jubón amarillo (2003)
6. Corsarios de Levante (2006)
7. El puente de los asesinos (2011)
Se preve la publicación de dos libros más
- La venganza de Alquézar
- Misión en París

## Premios y nominaciones

### Goya 2006
| Categoría                     | Persona                       | Resultado  |
| ----------------------------- | ----------------------------- | ---------- |
| Mejor película                | Mejor película                | Candidata  |
| Mejor actor                   | Viggo Mortensen               | Candidato  |
| Mejor actor de reparto        | Juan Echanove                 | Candidato  |
| Mejor actriz de reparto       | Ariadna Gil                   | Candidata  |
| Mejor guion adaptado          | Agustín Díaz Yanes            | Candidato  |
| Mejor dirección de producción | Cristina Zumárraga            | Ganadora   |
| Mejor música original         | Roque Baños                   | Candidato  |
| Mejor dirección artística     | Benjamín Fernández            | Ganador    |
| Mejor diseño de vestuario     | Francesca Sartori             | Ganadora   |
| Mejor fotografía              | Paco Femenía                  | Candidato  |
| Mejor montaje                 | José Salcedo                  | Candidato  |
| Mejor maquillaje y peluquería | José Luis Pérez               | Candidato  |
| Mejor sonido                  | Pierre Gamet                  | Candidato  |
| Mejores efectos especiales    | Reyes Abades Rafael Solorzano | Candidatos |

Esta película se rodó en Andalucía (Sevilla, Cádiz, Córdoba, Baeza, Úbeda, Jaén), Castilla-La Mancha (Uclés, en la provincia de Cuenca) y León.

## Emisión en televisión
El 1 de enero de 2010, Telecinco estrenó en horario estelar Alatriste, película producida por dicha cadena.[cita requerida]

## Alatriste: la serie
El 17 de junio de 2013, se anunció el rodaje de una serie del Capitán Alatriste en la ciudad de Budapest, Hungría, dicha serie consta de 13 capítulos, y se estrenó en España en la cadena Telecinco en el año 2015.
La serie está protagonizada por Aitor Luna como Diego Alatriste. Al contrario que en la película protagonizada por Viggo Mortensen, y debido a la duración y cantidad de episodios, la serie representa la obra Arturo Pérez-Reverte de forma más detallada.